# HD 63799
HD 63799，又名BD+03 1818，SAO 116014、HR 3050，是一颗恒星，视星等为6.18，位于銀經216.83，銀緯14.69，其B1900.0坐标为赤經7h 45m 32.5s，赤緯+3° 14.69′ 53″。